# Вера и валюта
«Вера и валюта» (нем. Glaube und Währung — Dr. Gene Scott, Fernsehprediger) — документальный фильм режиссёра Вернера Херцога, вышедший на экраны в 1981 году.

## Сюжет
Джин Скотт — скандально известный американский пастор и телепроповедник, ведущий телешоу «Фестиваль веры» (Festival of Faith). В этой программе звучат не только его проповеди и музыкальные номера на религиозную тематику. В ней он высмеивает своих многочисленных врагов, в том числе государственных чиновников, постоянно угрожающих ему лишением права на вещание и судами за неуплату налогов. Центральное место в передаче занимают многочасовые телемарафоны по сбору денег, во время которых Скотт может вести себя весьма агрессивно, обрушивая на зрителей потоки обвинений. В фильме содержатся не только кадры из телешоу, но также выдержки из интервью со Скоттом и его родителями.